# Li Ning Company Limited
Li Ning Company Ltd. ist ein führender Hersteller von Sportartikeln in China und überwiegend mit der Marke Li-Ning am Markt vertreten. Vorstandsvorsitzender ist der ehemalige Kunstturner Li Ning, der das Unternehmen nach dem Abschluss seiner sportlichen Karriere 1989 gründete.

## Marketing
Entgegen der chinesischen Kultur benannte Li sein Unternehmen nach seiner Person und stellte somit sich und seine sportlichen Erfolge in den Mittelpunkt der Marke, was einem Tabubruch gleichkam. Das Logo der Marke Li-Ning besteht aus den stilisierten Initialen des Firmengründers, welches eine Ähnlichkeit zu Nikes Swoosh aufweist.

Unter der Marke Li-Ning werden sowohl Schuhe, Bekleidung als auch Ausrüstung und Zubehör hergestellt und verkauft. Schwerpunkte liegen dabei auf den Sportarten Badminton, Basketball, Tischtennis, Leichtathletik, Tennis, Kung Fu und Tai Chi.
Zusätzlich werden die Marken Kason (Badmintonartikel) sowie Z-DO (Sportartikel) betrieben. Die Marken Aigle und Lotto werden exklusiv durch Li-Ning in China geführt und vertrieben. Li-Ning hält seit November 2007 eine 57,5-%-Beteiligung an der Marke Double Happiness (Tischtennis Ausrüstung). Im November 2011 verpflichtete Li-Ning sich bis 2020 auf alle gefährlichen Stoffe in der Liefer- und Produktionskette zu verzichten.

### Olympische Spiele 2008

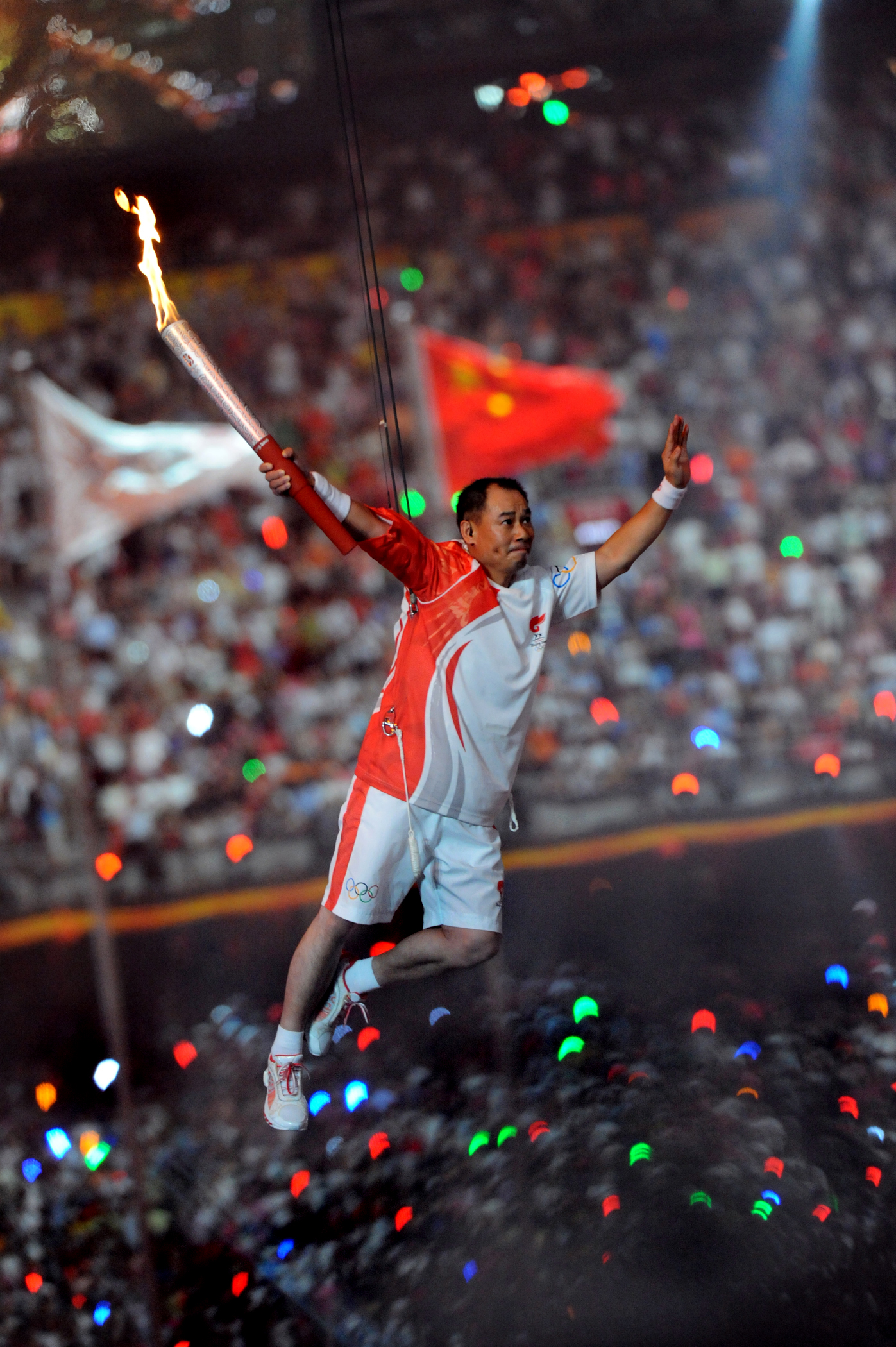
Li Ning während der Eröffnungsfeier der Olympischen Spiele 2008

Obwohl Li-Ning aus dem Bieterverfahren als Sponsor der Olympischen Spiele 2008 zuvor ausgeschieden war, konnte das Unternehmen durch Ambush Marketing partizipieren. Li war bei der Eröffnung der Olympischen Spiele 2008 am 8. August 2008 in Peking der Schlussläufer des olympischen Fackellaufs und entzündete an einer Stahlseilkonstruktion hängend, nach einer schwebenden Stadionrunde das olympische Feuer am inneren Dachrand des Nationalstadions. Wenngleich Li dabei die offizielle Bekleidung der Fackelläufer trug (gestellt durch adidas aber ohne Markenlogo versehen) steigerte dies die Bekanntheit des Unternehmens enorm und sorgte in den Folgetagen für einen deutlichen Anstieg des Aktienkurses des Unternehmens.

Li-Ning war der offizielle Ausrüster der spanischen und der schwedischen Mannschaft.
Zugleich stattete Li-Ning alle Moderatoren des chinesischen Sportfernsehsenders CCTV-5 mit Bekleidung aus, die diese bei ihrer Berichterstattung von den Olympischen Spielen 2008 trugen, ohne dass eine vertragliche Verpflichtung vorlag.

## Marktübersicht
Ca. 98,6 % des Umsatzes werden im Heimatland erzielt, jedoch strebt Li-Ning eine globale Präsenz an, um somit als Global Player im Markt (wie z. B. Nike oder adidas) wahrgenommen zu werden. Strategisches Ziel ist es bis 2018 zu den fünf größten Sportartikelherstellern der Welt zu zählen und 20 % des Umsatzes im Ausland zu erzielen. Daher werden nicht nur chinesische Mannschaften oder Sportler von Li-Ning gesponsert, sondern auch ausländische Mannschaften (z. B. die spanische Basketballnationalmannschaft) und internationale Spitzensportler (z. B. Shaquille O’Neal und Asafa Powell).

### Vertrieb
Li-Ning betrieb im Jahr 2009 582 eigene sowie 7333 lizenzierte Verkaufsstellen in China (Stand 2009). Der Eintritt in den US-amerikanischen Markt endete 2010 mit der erfolgreichen Eröffnung einer Niederlassung in Portland, OR in unmittelbarer Nähe zu Nikes Hauptsitz als auch der US-Zentrale von adidas. Nach einem bereits erfolgreichen Markteintritt in Spanien, ist in Europa eine weitere Expansion angestrebt. Die finnische L-Fashion Group wurde mit dem exklusiven Vertrieb – ausgenommen Badmintonartikel – in Deutschland, Österreich, der Schweiz, Frankreich, Slowenien, Finnland, Kroatien, den Niederlanden und in Russland beauftragt. Der Markteintritt erfolgte ab 2012 mit einer speziellen Europa-Kollektion. Der europaweite Vertrieb von Badmintonartikeln erfolgt weiterhin über die Li-Ning Europa GmbH. 2013 war Li-Ning einer der Hauptsponsoren beim Hamburg-Marathon und beim Zürich-Marathon.